# Seznam nepovolených internetových her
Seznam nepovolených internetových her je seznam domén, které jsou poskytovatelé internetu povinni blokovat. Existence seznamu je určena zákonem č. 186/2016 Sb.
Od 17. července 2017 má na Slovensku pro obdobný seznam zoznam zakázaných webových sídiel pravomoc ho sestavovat Finančná správa Slovenskej republiky, ovšem až na příkaz soudu.

## Technický princip
Seznam je zveřejňován ve formátech PDF a CSV. Dříve nebyl zveřejňován ve jednoduše počítačově čitelných formátech. Seznam je vydáván ve formátu PDF s textovou vrstvou. V případě odstranění údajů ze seznamu jako opačné akce k jejich zveřejnění je příslušný řádek překryt (začerněn), aby jej nebylo možné přečíst. Oficiálně neexistuje žádná veřejná databáze nebo strukturovaná webová tabulka, ze které by bylo možné data načíst skriptem. Poskytovatelé internetu nejsou nijak upozorňováni na aktualizaci seznamu.
Poskytovatel internetu musí zajistit blokování domén v seznamu do 15 dnů po jejím zveřejnění v seznamu. Zákon ale nedefinuje, do kdy je nutné přestat blokovat doménu a to i přesto, že pokud by byla doména blokována neoprávněně i jenom po krátký časový interval, poskytovatli internetu hrozí vznášení právních nároků ze strany provozovatele.
Protože operátoři většinou k blokování používají blokování na úrovni DNS, nastavením alternativního DNS nebo použitím proxy serveru tak lze blokování snadno obejít.
Poskytovatelé platebních služeb, obdobně jako poskytovatelé internetu, musí zajistit blokování platebního styku vůči platebním účtům uvedených na seznamu. Jejich situace je obdobná jako u poskytovatelů internetu a je definována v § 83 zákona č. 186/2016 Sb., o hazardních hrách.
K oficiálnímu seznamu existuje neoficiální seznam v textové podobě, který je spravovaný ručně, a open source aplikace, která prochází oficiální seznam nepovolených her a poskytuje různá API.
Dále existuje neoficiální seznam ve formátu JSON, který je udržován automaticky pomocí skriptů a zveřejňuje informace ve strojově čitelné podobě do 24 hodin od zveřejnění na stránkách Ministerstva financí.

## Historie
- leden 2017 – seznam byl prázdný.[3] Ministerstvo financí zveřejnilo metodický pokyn Metodický pokyn odboru 34 – Státní dozor nad hazardními hrami s informacemi, jak mají poskytovalé internetu blokovat přístup na domény uvedené v seznamu a formát zveřeňovaného seznamu.[3]
- červenec 2017 – na seznamu se objevila první doména 1xbet.com.[8] Jako reakci na uvedení na seznamu provozovatel domény založil 99 alternativních domén 1xbet1.com – 1xbet99.com,[8] takže stránka zůstala stále dostupná.
- srpen 2017 – na seznam přibyla doména thelotter.com[1]
- říjen 2017 – seznam obsahoval tři domény.[5]Někteří menší místní poskytovatelé internetu domény neblokovaly, nejčastěji proto, že opomněli sledovat vyhlášku Ministerstva financí.[5] Ministerstvo financí šetřilo problematiku klonování, kdy k zakázané doméně vznikne nová doména, která ještě není na seznamu.[5] V průběhu posledního měsíce došlo k tomu, že provozovatel domény, která se měla objevit na seznamu nepovolených her, těsně před jejich zveřejněním přestal cílit na Česko, takže tyto domény na seznam přidány nebyly.[5]
- leden 2018 – na seznam přibyly domény sportingbull.com, eatsleepbet.com.[6]Seznam obsahoval celkem sedm domén.[6]
- 15. února 2018 – na seznam přibylo 95 doménových jmen.[9][10]
- 9. srpna 2018 – na seznam přibyly čtyři domény: 1xbet8.com, 1x-02.com, xbet-1.com, 1xbetbk13.com[9][10]
- leden 2019 – na seznam přibyly domény lottoevents.com, agentlotto.com a  agentlotto3.ru. Celkem bylo na seznamu 120 doménových jmen.[7]
- říjen 2020 – na seznam přibyly domény gunsbet.com,  playamo.com a lokicasino.com.
- prosinec 2020 – na seznam přibyly domény slottica.com, slottica26.com a ph.casino. Celkem je k 24. 12. 2020 na seznamu 126 doménových jmen.